# Sarah-Lou Cohen
Sarah-Lou Cohen  est une journaliste française, née en 1980 à Clamart (Hauts-de-Seine). Elle travaille chez BFM TV de 2012 à mai 2021 et rejoint TF1 à la fin de l'année 2021.

## Biographie
Sarah-Lou Cohen commence sa carrière en 2003 comme pigiste pour Le Figaro, 20 minutes, la radio BFM Business. 
En 2012, elle arrive sur la chaîne BFM TV, où elle s'occupe du suivi judiciaire des enquêtes en cours. Puis en 2014, elle devient chef du service police-justice de la chaîne, service composé de cinq journalistes et d'un consultant, Dominique Rizet. Le 12 mai 2021, Olivier Truchot, lors de son émission BFM Story lui adresse tous ses remerciements, alors qu'elle fait sa dernière intervention en plateau : elle confirme alors son départ de la chaîne. 
Elle rejoint alors le média Brut comme directrice de la rédaction. En fin d'année 2021, elle devient cheffe du service News pour TF1. À la rentrée 2023, elle est directrice adjointe de la rédaction de RTL,.

## Vie privée
Sarah-Lou Cohen a deux enfants.
Elle est en couple avec Benjamin Oulahcene. 
Le couple vit à Paris. 